# Cheshmeh Gīlās
Cheshmeh Gīlās (persiska: چشمه گیلاس) är en ort i Iran.   Den ligger i provinsen Khorasan, i den nordöstra delen av landet, 700 km öster om huvudstaden Teheran. Cheshmeh Gīlās ligger 1 079 meter över havet och antalet invånare är 188.
Terrängen runt Cheshmeh Gīlās är huvudsakligen platt, men åt nordväst är den kuperad. Runt Cheshmeh Gīlās är det ganska tätbefolkat, med 185 invånare per kvadratkilometer. Närmaste större samhälle är Chenārān, 19,9 km väster om Cheshmeh Gīlās. Trakten runt Cheshmeh Gīlās består till största delen av jordbruksmark.